# Любовта боли
„Любовта боли“ (на английски: Love Hurts) е американска екшън комедия от 2025 г. на режисьора Джонатан Еусебио в режисьорския му дебют, сценарият е на Матю Мъри, Джон Стюарт и Люк Пасмор. Участват Джонатан Ке Кван, Ариана Дебос, Даниел Ву, Маршон Линч, Мустафа Шакир, Лио Типтън, Рис Дарби, Андре Ериксен и Шон Астин. Премиерата му е на 7 февруари 2025 г.

## Актьорски състав
- Джонатан Ке Кван – Марвин Гейбъл[8]
- Ариана Дебос – Роуз
- Даниел Ву – Алвин Гейбъл
- Маршон Линч – Кинг
- Мустафа Шакир – Рейвън
- Лио Типтън – Ашли
- Рис Дарби – Кипи Бетс
- Андре Ериксен – Отис
- Шон Астин – Клиф Късик
- Кам Жиганде – Рени Мерлоу
- Дрю Скот – Джеф Закс